# ميغيل أ. كاتالان
ميغيل أ. كاتالان (بالإسبانية: Miguel Catalán Sañudo)‏ هو فيزيائي وأستاذ جامعي إسباني، ولد في 9 أكتوبر 1894 في سرقسطة في إسبانيا، وتوفي في 11 نوفمبر 1957 في مدريد في إسبانيا.